# Херія (Лентехі)
Херія (груз. ხერია) — село в Грузії.
За даними перепису населення 2014 року в селі проживає 5 особа.